# Udio
Az Udio egy generatív mesterséges intelligencia modell, amely szöveges utasítások alapján zenét generál. A rendszer képes énekhangot és hangszerelést létrehozni. Ingyenes bétaverzióját 2024. április 10-én tették nyilvánosan elérhetővé. A felhasználók havidíjas vagy éves előfizetéssel további funkciókhoz férhetnek hozzá, például hangrestauráláshoz.
A programot 2023 januárjában alapították a Google DeepMind korábbi kutatói David Ding vezérigazgató irányításával. A fejlesztést többek között az Andreessen Horowitz kockázatitőke-társaság, valamint a zenészek, Will.i.am és Common is támogatták. A kritikusok kiemelték a rendszer képességét, hogy valósághű énekhangot hoz létre, ugyanakkor aggályokat fogalmaztak meg a felhasznált képzési adatok szerzői jogi státuszával kapcsolatban.

## Történelem
Az Udiót 2023 decemberében alapította az Google DeepMind négy korábbi kutatója, köztük David Ding vezérigazgató, valamint Conor Durkan, Charlie Nash, Yaroslav Ganin és Andrew Sanchez. A vállalkozás kezdetben Uncharted Labs néven működött.
Az indulást több jelentős befektető támogatta, köztük az Andreessen Horowitz kockázatitőke-társaság, a UnitedMasters zeneforgalmazó, valamint zenészek, például will.i.am, Tay Keith és Common. A finanszírozók között volt továbbá Kevin Wall befektető, Mike Krieger, az Instagram társalapítója, és a DeepMind kutatója, Oriol Vinyals is. A projekt indulásakor a magvető finanszírozást 10 millió dollárra becsülték, amelyhez korábban 8,5 millió dollár tőkét gyűjtöttek össze.
A szoftver hónapokig tartó zárt béta tesztelési fázist követően 2024. április 10-én vált nyilvánosan elérhetővé az Udio weboldalán. 2024 áprilisától a szolgáltatás lehetővé teszi, hogy a felhasználók havonta akár 600 dalt generáljanak ingyenesen.
Andrew Sanchez az Udio célját úgy fogalmazta meg, hogy „lehetővé tegye a zenészek számára, hogy nagyszerű zenét alkossanak és ... hogy a jövőben pénzt keressenek ebből a zenéből". Az Udio megjelenése egybeesett más hasonló szöveg-zene generátorok, például Suno AI és a Stability Audio piacra lépésével.
Az Udio egyik legismertebb felhasználása Willonius Hatcher „BBL Drizzy” című paródiadala volt, amely a Drake–Kendrick Lamar-rivalizálás kapcsán vált virálissá. A dal több mint 23 millió megtekintést ért el a Twitteren és 3,3 millió lejátszást generált SoundCloud-on az első héten.
2024 augusztusában az osztrák producer, Butterbro „Verknallt in einen Talahon” (In Love with a Talahon) című, Udióval generált dala lett az első mesterséges intelligencia által készített zeneszám, amely bekerült a német Top 50-be.

## Képességek
Az Udio a generált dalokat szöveges utasítások alapján hozza létre, amelyek tartalmazhatják a kívánt zenei műfajt (például barbershop quartet, country, klasszikus zene, hiphop, német popzene vagy hard rock), a dalszöveget, a történetvezetést, valamint az inspirációként szolgáló előadókat. A dalszövegek nagy nyelvi modellek (LLM) segítségével készülnek, míg a zene előállításának pontos technológiáját 2024 áprilisáig nem hozták nyilvánosságra.
A program egy-egy szöveges utasításra két változatot generál, amelyeket a felhasználók további szöveges módosításokkal „remixelhetnek”. Az elkészült dalok kezdetben körülbelül 30 másodperces szakaszokban generálódnak, és további 30 másodperces lépésekkel hosszabbíthatók.
A fizetős előfizetők további fejlett funkciókhoz férhetnek hozzá, például hangbeillesztéshez.

## Recepció
Mark Hachman, a PC World vezető szerkesztője az Udiót az AI művészeti generátorokkal hasonlította össze, és kiemelte, hogy képes „néhány meglehetősen gyenge szöveget” „meglepően fülbemászó” dallá alakítani. Az általa generált énekhangot „hihetetlenül valósághűnek, sőt érzelmesnek” nevezte. Sabrina Ortiz, ZDNET újságírója lenyűgözőnek nevezte az Udio által generált dalokat, amelyek szerinte „olyan hangzásúak, mintha professzionális stúdióban készültek volna”. Véleménye szerint az Udio által előállított zenék „teljesebbek és gazdagabbak”, mint más AI-alapú zenealkotó eszközöké, és nagyobb személyre szabhatóságot kínálnak.
Ryan Morrison, Tom's Guide újságírója szerint az Udio „kiemelkedő képességgel ragadja meg az érzelmeket a szintetikus énekben”, és az egyetlen mesterséges intelligencia alapú zenegenerátorként említette, amely képes visszaadni „az énekes előadás szenvedélyét, fájdalmát és karakterét”. Ugyanakkor hozzátette, hogy az Udio elsősorban azoknak készült, akik nem rendelkeznek zenei képességekkel, vagy csak minimális tapasztalatuk van ezen a területen.
Brian Hiatt, a Rolling Stone újságírója szerint az Udio „jobban testreszabható, de kevésbé intuitív”, mint a Suno AI. Megjegyezte, hogy „néhány korai felhasználó szerint az Udio által generált zene élesebb és tisztább hangzású, mint a Suno AI kimenete”.

### Kritika
Benj Edwards, Ars Technica újságírója szerint az Udio generációs képességei „kevésbé lenyűgözőek”, mint a Suno AI-é. Megjegyezte, hogy az Udióval készült dalok rövidebbek, és az általa generált zenéket „félig kidolgozottnak és szinte lidércesnek” nevezte.
Az Udio bejelentése után a Telefon Tel Aviv nevű zenei projekt egyik tagja, Joshua Eustis, Twitteren azt írta, hogy az Udio „a zenészeket helyettesítő alkalmazás”, és megkérdőjelezte a modell képzéséhez használt adatok eredetét. Az interneten több kritika is érte a szoftvert, egyes vélemények szerint az Udio által generált dalok „lelketlenek”, és aggályokat vetettek fel azzal kapcsolatban, hogy a rendszer képes mélyhamisított énekhangokat létrehozni.
Lucas Ropek, a Gizmodo újságírója különösen élesen bírálta a szoftvert, mondván, hogy az Udio „tele van akusztikai ostobaságokkal”, és az általa generált dalokat „rendkívül rossznak” nevezte.

## Szerzői jogi aggályok
Az Udio kritikusai kétségbe vonták, hogy milyen adatokat használtak fel a modell betanításához, és felmerült a gyanú, hogy a képzési adatok között szerzői joggal védett zenék is szerepelhettek. A Rolling Stone szerint „jó okkal feltételezhető”, hogy mind az Udio, mind a Suno AI szerzői joggal védett dalokon is tanult, míg Benj Edwards, az Ars Technica újságírója úgy fogalmazott, hogy a modell „valószínűleg szerzői jog által védett tartalmakkal van betanítva”.
Az Udio nem generál közvetlen másolatokat szerzői jog által védett dalokról. David Ding, a vállalat vezérigazgatója kijelentette, hogy az Udio „kiterjedt automatizált szerzői jogi szűrőket” alkalmaz, és folyamatosan fejleszti a jogvédett tartalmak kiszűrésére szolgáló mechanizmusokat.
Ezzel szemben Stability AI a Stable Audio 2.0 modelljének betanításához kifejezetten licencelt zenei adatkészletet, az AudioSparx nevű gyűjteményt használta.
2024 júniusában az Amerikai Hanglemezgyártók Szövetsége (Recording Industry Association of America, RIAA) által vezetett per indult az Udio és a Suno AI ellen, amelyben a vállalatokat szerzői jogok széles körű megsértésével vádolták. A kereset szerint a modellek jogvédett hangfelvételeken is tanulhattak, és a felperesek követelték, hogy a cégeket tiltsák el a szerzői joggal védett zenék felhasználásával történő modellbetanítástól. Emellett dalonként akár 150 000 dollár kártérítést is követeltek a már bekövetkezett jogsértések miatt.